# Mycocepurus smithii
Mycocepurus smithii (лат.) — вид муравьёв трибы грибководов Attini, у которого нет самцов и который размножается партеногенезом. Характерны своим тесным симбиозом с грибами, выращиваемыми в муравейниках.

## Распространение
Центральная и Южная Америка: от северной Мексики до южной Аргентины.

## Описание
Мелкие муравьи (длина около 2 мм). У рабочих особей имеется группа развитых промезонотальных шипиков на грудке. Шипы на проподеуме также хорошо развиты.
Выращивают грибы. Гнездятся в земляных муравейниках. Размножаются партеногенезом без участия самцов. Исследование анатомии муравьёв M. smithii показало, что у них редуцирована копулятивная сумка — орган, в котором у других видов самка сохраняет сперму самца. Значит, у этого вида нет даже физической возможности размножаться обычным половым путём с участием самцов.
Один из базальных видов муравьёв-грибководов (вместе с родами Apterostigma и Myrmicocrypta) в составе трибы Attini.
- Голова Mycocepurus smithii
- Mycocepurus smithii сверху

## Синонимы
- Atta smithii Forel
- Mycocepurus attaxenus (Menozzi)
- Mycocepurus bolivianus F.Weber
- Mycocepurus boringuenensis (Wheeler)
- Mycocepurus eucarnitae Forel
- Mycocepurus manni F.Weber
- Mycocepurus reconditus Borgmeier
- Mycocepurus tolteca (Wheeler)
- Mycocepurus trinidadensis F.Weber
- Trachymyrmex attaxenus Menozzi